# Yūki Nagasato
Yūki Nagasato (jap. 永里 優季 Nagasato Yūki; * 15. Juli 1987 in Atsugi, Präfektur Kanagawa), zwischenzeitlich verheiratete Yūki Ōgimi (jap. 大儀見 優季 Ōgimi Yūki), ist eine japanische Fußballspielerin. Sie spielt für die japanische Nationalmannschaft, ebenso wie ihre jüngere Schwester Asano Nagasato.

## Karriere

### Verein
Nagasato begann durch ihren älteren Bruder Genki Nagasato mit dem Fußball in der 1. Klasse auf der Grundschule Tobio. Sie spielte in den Clubs Hayashi Soccer Club und FC Atsugi Girls. Seit ihrer Mittelschulzeit an der Mittelschule Ogino spielte sie für den japanischen Verein NTV Beleza, zuerst in dessen Mädchenmannschaft Menina. Mit NTV Beleza gewann Nagasato dreimal die japanische Meisterschaft und viermal den japanischen Pokal. 2006 wurde sie Torschützenkönigin der japanischen Liga. Darüber hinaus wurde sie 2005 und 2006 in die „Best Eleven“ der japanischen Liga gewählt. Im Januar 2010 wechselte Nagasato zum deutschen Bundesligisten 1. FFC Turbine Potsdam, mit dem sie dreimal in Folge deutsche Meisterin wurde. Darüber hinaus gewann Nagasato mit Turbine im Jahre 2010 die Champions League. Nach dem Pokalfinale 2013 verkündete sie ihren Weggang vom 1. FFC Turbine Potsdam zum englischen FA-WSL-Verein FC Chelsea.
Im Juli 2013 wechselte sie zum FC Chelsea und war damit die erste japanische Spielerin in der FA Women’s Super League. Am 3. Januar 2014 absolvierte sie einen medizinischen Check beim deutschen Meister VfL Wolfsburg und unterschrieb zunächst einen ab Sommer 2015 gültigen Vertrag bei Wolfsburg. Einen Tag später verpflichtete der VfL Wolfsburg sie bereits für die Rückrunde 2014/2015. Im Sommer 2015 wechselte sie zum 1. FFC Frankfurt. Nach 45 Spielen in UEFA Women’s Champions League, DFB-Pokal und Frauen-Bundesliga für den 1. FFC Frankfurt wechselte Nagasato am 24. Mai 2017 zum NWSL-Teilnehmer Chicago Red Stars. Am 10. September 2020 wurde Nagasato nach Japan verliehen, wo sie für das männliche Team von Hayabusa Eleven auflaufen wird. Sie wechselte zum Verein Hayabusa 11 aus der Kanagawa Prefecture League auf Leihbasis bis zum Start der NWSL-Saison 2021/2022.

### Nationalmannschaft
Am 22. April 2004 debütierte Nagasato in der Olympiaqualifikation beim 6:0 gegen Thailand in der japanischen Nationalmannschaft. Für die Olympischen Spiele in Athen wurde sie aber nicht berücksichtigt und erst 13 Monate nach ihrem Debüt erzielte sie am 21. Mai 2005 beim 6:0 gegen Neuseeland ihre ersten beiden Länderspieltore. Sie nahm dann an den Weltmeisterschaften 2007 und 2011 teil, wobei sie letzteres Turnier gewinnen konnte. Außerdem spielte Nagasato bei den Olympischen Sommerspielen 2008 und nach ihrer Heirat als Ōgimi bei den Olympischen Sommerspielen 2012. Dort kam sie in allen sechs Spielen zum Einsatz und schoss in allen drei Spielen der K.-o.-Runde jeweils das erste Tor für Japan, u. a. im mit 1:2 gegen die USA verlorenen Finale und gewann mit ihrer Mannschaft die Silbermedaille.
Am 25. Juli 2013 machte sie bei der Ostasienmeisterschaft im Spiel gegen Nordkorea ihr 100. Länderspiel.
Bei der Fußball-Asienmeisterschaft der Frauen 2014 erzielte sie im Spiel gegen Vietnam am 16. Mai 2014 ihr 50. Länderspieltor und gewann mit Japan erstmals den Titel. Bereits mit dem Einzug ins Halbfinale hatten sich die Japanerinnen für die WM 2015 qualifiziert.
Sie wurde ebenso wie ihre Schwester Asano für die WM nominiert. Während Yūki aber in allen sieben Spielen zum Einsatz kam und keine Minute verpasste, wurde Asano nur im letzten Gruppenspiel gegen Ecuador, als Trainer Norio Sasaki einige Stammspielerinnen schonte, für 15 Minuten eingewechselt. Sie standen somit nur 15 Minuten gemeinsam auf dem Platz. In diesem Spiel erzielte Yūki bereits in der 5. Minute das Tor zum 1:0-Sieg, womit Japan erstmals drei WM-Gruppenspiele gewann. Auch im Finale gegen die USA erzielte sie ein Tor. Die USA hatten da aber schon vier Tore vorgelegt, so dass ihr Tor nur noch kurz Hoffnung aufkommen ließ. In der zweiten Halbzeit verstärkte sich die Hoffnung dann zwar nach einem Eigentor der US-Girls, zwei Minuten später wurde mit dem 5:2 der Abstand aber wiederhergestellt und die weiteren japanischen Angriffsbemühungen scheiterten auch an der körperlich überlegenen Abwehr der USA.
Beim Qualifikationsturnier für die Olympischen Spiele 2016 in Osaka scheiterte sie aber mit ihrer Mannschaft an Australien und China, so dass sich Japan nicht für die Olympischen Spiele qualifizieren konnte. Sie wurde in allen Spielen eingesetzt und erzielte dabei zwei Tore, darunter das einzige für Japan bei der 1:3-Auftaktniederlage gegen Australien.
Mit nun 58 Toren, davon fünf beim 11:1 gegen die Republik China/Taiwan am 21. Juli 2006, ist sie zweitbeste Torschützin der japanischen Nationalmannschaft nach Rekordnationalspielerin Homare Sawa, die 83 Tore erzielte.

## Erfolge
- UEFA-Champions-League-Gewinnerin: 2010
- Silbermedaille bei den Olympischen Spielen 2012
- Weltmeisterin: 2011
- Vizeweltmeisterin 2015
- Japanischer Meister 2002, 2005, 2008
- Japanischer Pokalsieger 2005, 2006, 2008, 2010
- Torschützenkönigin der L-League 2006
- Deutsche Meisterin: 2010, 2011, 2012
- Deutsche Pokalsiegerin: 2015
- Torschützenkönigin der Bundesliga 2013

## Auszeichnungen
- Nominiert für die Wahl zur Weltfußballerin des Jahres 2013[13]

## Persönliches
Nach ihrem Abschluss an der Oberschule Atsugi-Higashi begann sie ein Studium der Sportpsychologie an der Tōkai-Universität, das sie im März 2010 abschloss. Sie heiratete am 29. Juli 2012 den japanischen Geschäftsmann Kousuke Ōgimi. 2016 wurde die Ehe wieder geschieden, so dass sie seit Juli 2016 wieder unter ihrem Geburtsnamen spielt.